# Aureli Aquil·leu
Aureli Aquil·leu (en llatí Aurelius Aquilleus) va ser un magistrat romà, que era corrector de Luci Domici Domicià, governador d'Egipte vers el 296.
Va instigar al seu cap a proclamar-se emperador a Alexandria l'estiu del 296 (o 297), però aquest va morir probablement el desembre del 297 i segurament el va succeir Aquil·leu, proclamant-se emperador. Dioclecià va anar a Egipte en desembre del 297 acompanyat de Flavi Constantí i va dominar el país menys la capital, la defensa de la qual va dirigir Aquil·leu fins que Alexandria va caure en poder de Domicià cap al mes de març del 298 després de sis mesos de setge. Aquil·leu i els seus principals seguidors van ser capturats i executats per Domicià.